# りぶねす
『りぶねす』は、堂本裕貴による日本の漫画作品。『週刊少年マガジン』（講談社）にて全6話の短期集中連載を経た後、『マガジンSPECIAL』（同社刊）にて、2014年6号から2017年2号（休刊号）まで連載。『マガジンSPECIAL』の休刊後は『マンガボックス』（DeNA）にて連載。

## あらすじ
主人公・甲斐堂哲郎は、妹・甲斐堂花純を溺愛する超人高校生。母は逝去し父は単身赴任という家庭の中、愛する妹、幼なじみ・西条飛鳥や友人達との生活を描いている。哲郎は最大級の愛を注ぐ花純と、想いを寄せ合う飛鳥との間で揺れながらも「最強の兄」として花純の成長を見守り、自らもまた成長していく。

## 登場人物

### 主要登場人物
甲斐堂 哲郎（かいどう てつろう）
カスミの兄で本作の主人公。2年3組。誕生日は6月6日。血液型B型。身長181cm。飛鳥や千葉などからはテツと呼ばれる。
周囲が引くほど妹を溺愛するシスコン。理想の兄であるために、努力を惜しまない超人だがデリカシーがないのが珠に瑕。あまりの超人ぶりゆえに、周りからは「なにをしても驚かなくなった」と言われる。寂しがり屋の一面もある。
父の影響からか写真を撮るのが好きなようでカメラを持ち歩いては撮影している。主な被写体はカスミと飛鳥。
母は幼少時に死去しており、父は単身赴任なことから、実質カスミと二人で暮らしている。母の死以降、カスミを悲しませないと最強の兄になることを誓う。
甲斐堂 花純（かいどう かすみ）
テツの妹。花鳥高校1年。誕生日は9月6日。血液型B型。身長152cm。体重はヒミツ♡。3サイズはB93（Gカップ）-W60-H86。天使のように可愛い女の子で、男子からの人気は絶大。天然で嘘話をつくのが非常に下手。時にはケンカもするが、兄への信頼は厚い。
中学生時にはコーラス部に所属していた模様。
幼稚園の先生を志しており、定期的にことり幼稚園にてボランティアを行う。
西条 飛鳥（さいじょう あすか）
テツとカスミの隣家に住む幼なじみ。花鳥高校2年。誕生日は12月6日。血液型O型。身長163cm、体重44kg。3サイズはB78（Aカップ）- W57-H78。剣道部に所属。実家がお好み焼き屋を営んでいる。普段態度にはあまり出さないが、テツのことが好き。
中学時代はテツの好みに合わせて髪を伸ばしていたが、ちゃんと自分自身を見て欲しいという思いから自分らしく髪の毛を切った。以後は髪型はショートカットである。
千葉 慎一（ちば しんいち）
テツの親友でお洒落な帽子とメガネがトレードマーク。花鳥高校2年。誕生日は11月23日。血液型A型。身長183cm。飄々とした性格だが、女子にモテる。しかし過去の恋愛が原因で、相手に対して本気になることができない。

### 花鳥高校

#### 1年1組
水無月 真琴（みなづき まこと）
カスミの友達。カスミとは高校より以前から友達であった。時期は不明。花鳥高校1年。剣道部に所属。通称：まこっちん。誕生日は7月20日。血液型A型。身長154cm。おしとやかでウソをつけない性格。千葉のことがちょっと気になっている。
猪口 のり子（いのぐち のりこ）
カスミの友達。花鳥高校1年。誕生日は4月1日。血液型O型。身長160cm。明るい性格。親戚が温泉旅館を営む。恋愛に強い関心があり彼氏が欲しいと明言しているが、今までそういう経験をしたことはない。後に顔がタイプとされる人から告白されるも「フるのって…なんかカッコいいと思って…」と断っていることから誰でもいいというわけではない。また好きな相手には一直線でロマンチックなことに弱い一面がある。
橋本 美波（はしもと みなみ）
カスミの友達。花鳥高校1年。学級委員長。誕生日は3月3日。血液型O型。身長148cm。クールなツッコミメガネっ娘。国立大学に進学し、弁護士になるのが目標。テツのことを「シスコンを除けば優良物件」など、恋愛に対して非常にさばさばした価値観を持っている。
七瀬 翔太（ななせ しょうた）
カスミと同じクラスの男子三人組の1人で短気な性格。誕生日は7月7日。血液型B型。身長167cm。絵が上手く、妹の通う幼稚園にて毎週自作の紙芝居を披露している。妹とは幼稚園に迎えに行ったりと非常に仲が良く妹のお願いは断ることができない。しかし知られるのが恥ずかしく、周りに妹の存在は明言していない。周りからは彼女だと勘違いされている。しかしたまに妹の存在を鬱陶しいと、頭をよぎることがありそういう面からテツのことを尊敬している節もある。妹からはショウくんと呼ばれている。
後藤 鷹也（ごとう たかや）
カスミと同じクラスの男子三人組の1人。眼鏡をかけている。甲斐堂さんフラレ同盟の1人でカスミのことが好き。柔道県大会出場の実力があるがテツには敵わなかった。振られてもなおカスミに好意を寄せていることから一途ではある。
藍澤 直樹（あいざわ なおき）
カスミと同じクラスの男子三人組の1人。眼鏡をかけている。楽天家のようで笑っていることが多い。

#### 剣道部
松田 聡（まつだ さとし）
花鳥高校2年の男子生徒で、剣道部主将。実家は八百屋で手伝っていることが多い。テツからはキャプテンと呼ばれている。剣道はそこそこ強いが、中学から一度もテツに勝てたことがない。インターハイでは惜しいところで予選落ちだった。柚木にも勝負を挑んだが敗北した。
西条 飛鳥（さいじょう あすか）

堀川（ほりかわ）
花鳥高校2年の女子生徒で、剣道部。松田のことはサトシくんと呼んでいる。テツをアスカの旦那として認識している。
京（みやこ）
花鳥高校2年の女子生徒で、剣道部。眼鏡をかけている。
水無月真琴（みなづき まこと）

#### その他生徒
佐伯（さえき）
花鳥高校1年の男子生徒。眼鏡をかけている。中学からずっとカスミのことが好きで、入学式当日に告白したが振られた。
金城（きんじょう）
花鳥高校1年5組の男子生徒。イケメン。林間学校前日にのり子に告白したが振られた。次の日には別の彼女ができていた。
田中（たなか）
花鳥高校2年の女子生徒。花鳥祭の演劇でジュリエット役をやる予定だったが右脚を怪我して、アスカに代役をやってもらうことになった。
山本（やまもと）
花鳥高校2年の男子生徒。花鳥祭の演劇でロミオ役をやる予定だったが、前日の夜中まで女子の出待ちをシミュレーションしててクーラーつけっぱなしで寝落ちして、当日に風邪を引いた。そのためロミオの代役はテツがやることになった。

#### 教師
森蔵（もりくら）
テツのクラスの担任教師。通称：森ゾー。頻繁にテツに自転車を無断で借りられている。既婚者。
伊達（だて）
カスミのクラスの担任教師。30歳。世界史担当。テツからはダテメガネと呼ばれている。
大西（おおにし）
数学担当で剣道部顧問。31歳。身長が低いことから、テツからは小西と呼ばれている。
郷田（ごうだ）
体育担当で柔道道部顧問。40歳。テツからはゴリ田と呼ばれている。

### ことり幼稚園
森蔵 つばさ（もりくら つばさ）
花鳥高校の教師・森蔵の一人娘でプリスタが大好き。
七瀬 ののか（ななせ ののか）
翔太の妹で兄のことは「ショウくん」と慕っている。
ユウト
ことり幼稚園の男児。
ソウスケ
ことり幼稚園の男児。

### その他
甲斐堂 龍彦（かいどう たつひこ）
テツとカスミの父。職業はカメラを扱う仕事で、単身赴任中。
柚木 舞人（ゆずき まいと）
海原高校の男子生徒。剣道部で全国1位の実力者。イケメンで好青年。アスカに告白したが断られた。テツと手合せしたいと思っている。

## 用語
花鳥高校（かちょうこうこう）
テツが通う高校。1学年で林間学校がある。
花鳥祭（かちょうさい）
花鳥高校での文化祭と体育祭がまとめて行われる。

お好み焼西条
アスカの実家のお好み焼き屋。テツの家のすぐ隣に建てられている。
松田青果店（まつだせいかてん）
松田聡の実家の八百屋。
ことり幼稚園
カスミが預かり保育のボランティアをしている幼稚園。
海原高校（うなばらこうこう）
超金持ちの進学校で、剣道の強豪校。
りぶねす
リーブザネストの略

## 書誌情報
- 堂本裕貴 『りぶねす』 講談社〈講談社コミックス〉、全12巻
  1. 「俺と妹とラブレター」2014年11月17日発売、ISBN 978-4-06-395252-0
  2. 「俺と妹と抱っこして寝る」2015年6月17日発売、ISBN 978-4-06-395424-1
  3. 「俺と妹とプールサイドの人魚姫」2015年11月17日発売、ISBN 978-4-06-395542-2
  4. 「俺と妹と天の川」2016年4月15日発売、ISBN 978-4-06-395656-6
  5. 「俺と妹と隠し事」2016年8月17日発売、ISBN 978-4-06-395748-8
  6. 「俺と妹とそれぞれの想い」2017年2月17日発売、ISBN 978-4-06-395865-2
  7. 「俺と妹と乙女心」2017年7月7日発売、ISBN 978-4-06-510063-9
  8. 「俺と妹と文化祭」2017年11月9日発売、ISBN 978-4-06-510631-0
  9. 「俺と妹と籠の鳥」2018年1月9日発売、ISBN 978-4-06-510863-5
  10. 「俺と妹と…」2018年4月9日発売、ISBN 978-4-06-511272-4
  11. 「俺と妹とLeave the nest」2018年7月9日発売、ISBN 978-4-06-511575-6
  12. 「俺と家族と終わらない物語」2018年10月9日発売、ISBN 978-4-06-512988-3